# Hennes vilda far
Hennes vilda far (engelska: Father Came Too!) är en brittisk komedifilm från 1964 i regi av Peter Graham Scott.

## Handling
Det nygifta paret Munro köper en charmig stuga på landet men de har underskattat renoveringsbehovet. När sedan mrs Munros dominante far blandar sig i arbetet är cirkusen igång.

## Rollista i urval
- James Robertson Justice - Sir Beverly Grant
- Leslie Phillips - Roddy Chipfield
- Stanley Baxter - Dexter Munro
- Sally Smith - Juliet Munro
- Kenneth Cope - Ron Perkins
- Ronnie Barker - Josh Wicks
- Timothy Bateson - Wally
- Philip Locke - Stan
- Eric Barker - bankdirektören
- Peter Woodthorpe - bonden